# Aldeia da Mata
Aldeia da Mata és una freguesia portuguesa del municipi de Crato, a la regió de l'Alentejo, amb 37,28 km² d'àrea i 374 habitants (en el cens del 2011). La densitat demogràfica n'és de 10 hab/km². Se situa a 8 km de distància de Crato. Té per patró Sâo Martinho. La freguesia de Monte da Pedra li fou annexada al 1881.

## Població
| Població d'Aldeia da Mata | Població d'Aldeia da Mata | Població d'Aldeia da Mata | Població d'Aldeia da Mata | Població d'Aldeia da Mata | Població d'Aldeia da Mata | Població d'Aldeia da Mata | Població d'Aldeia da Mata | Població d'Aldeia da Mata | Població d'Aldeia da Mata | Població d'Aldeia da Mata | Població d'Aldeia da Mata | Població d'Aldeia da Mata | Població d'Aldeia da Mata | Població d'Aldeia da Mata |
| ------------------------- | ------------------------- | ------------------------- | ------------------------- | ------------------------- | ------------------------- | ------------------------- | ------------------------- | ------------------------- | ------------------------- | ------------------------- | ------------------------- | ------------------------- | ------------------------- | ------------------------- |
| 1864                      | 1878                      | 1890                      | 1900                      | 1911                      | 1920                      | 1930                      | 1940                      | 1950                      | 1960                      | 1970                      | 1981                      | 1991                      | 2001                      | 2011                      |
| 530                       | 655                       | 1 210                     | 1 295                     | 1 176                     | 1 263                     | 1 220                     | 1 284                     | 1 370                     | 1 172                     | 849                       | 737                       | 570                       | 482                       | 374                       |

## Patrimoni
- Dolmen d'Aldeia da Mata o Tapadão 1.